# Sheer Heart Attack
Sheer Heart Attack – trzeci studyjny album brytyjskiego zespołu rockowego Queen.
Dopiero ten album okazał się pierwszym prawdziwym sukcesem komercyjnym w dorobku zespołu. Z tego albumu pochodzi pierwszy przebój zespołu, „Killer Queen”.
W 1991 amerykański zespół Metallica nagrał cover utworu „Stone Cold Crazy”, i otrzymał za niego nagrodę Grammy (cover został umieszczony pierwotnie na singlu promocyjnym „The Unforgiven”, zaś później wszedł w skład cover albumu Garage Inc.).
Na reedycji albumu, wydanej przez Hollywood Records w 1991 znalazł się dodatkowo remiks utworu „Stone Cold Crazy”.

## Lista utworów
| 1.  | „Brighton Rock” (May)                             | 5:10  |
|     |                                                   |       |
| 2.  | „Killer Queen” (Mercury)                          | 3:00  |
|     |                                                   |       |
| 3.  | „Tenement Funster” (Taylor)                       | 2:46  |
|     |                                                   |       |
| 4.  | „Flick of the Wrist” (Mercury)                    | 3:46  |
|     |                                                   |       |
| 5.  | „Lily of the Valley” (Mercury)                    | 1:43  |
|     |                                                   |       |
| 6.  | „Now I’m Here” (May)                              | 4:10  |
|     |                                                   |       |
| 7.  | „In the Lap of the Gods” (Mercury)                | 3:27  |
|     |                                                   |       |
| 8.  | „Stone Cold Crazy” (Deacon/May/Mercury/Taylor)    | 2:11  |
|     |                                                   |       |
| 9.  | „Dear Friends” (May)                              | 1:07  |
|     |                                                   |       |
| 10. | „Misfire” (Deacon)                                | 1:50  |
|     |                                                   |       |
| 11. | „Bring Back That Leroy Brown” (Mercury)           | 2:13  |
|     |                                                   |       |
| 12. | „She Makes Me (Stormtrooper in Stilettoes)” (May) | 4:08  |
|     |                                                   |       |
| 13. | „In the Lap of the Gods… Revisited” (Mercury)     | 3:44  |
|     |                                                   |       |
|     |                                                   | 39:15 |
|     |                                                   |       |

## Stone Cold Crazy
Utwór został napisany przez Freddiego Mercury’ego pod koniec lat 60., gdy występował z zespołem Wreckage. Później był wykonywany również na koncertach Queen (od 1971), a po licznych zmianach (m.in. znacznym przyspieszeniu tempa) ostatecznie nagrany pod koniec 1974, i wydany na albumie Sheer Heart Attack. Na okładce albumu podano, że utwór jest autorstwa wszystkich członków zespołu, ponieważ każdy z nich miał udział w stworzeniu finalnej wersji.
W 1989 koncertowa wersja utworu ukazała się na stronie B singla „The Miracle”.
Metallica stworzyła cover tego utworu w 1990. Pojawił się on najpierw na albumie Rubáiyát: Elektra’s 40th Anniversary, a później również na stronie B singla „Enter Sandman”, oraz na kompilacyjnym albumie Metalliki, Garage Inc.. Cover ten zdobył nagrodę Grammy w 1991.
Podczas The Freddie Mercury Tribute Concert utwór został wykonany na żywo przez Jamesa Hetfielda (śpiew), Briana Maya (gitara prowadząca), Johna Deacona (gitara basowa), Rogera Taylora (perkusja) i Tony’ego Iommiego (gitara rytmiczna).

## Brighton Rock
Utwór został napisany przez Briana Maya w 1973. Ukazał się na albumie Sheer Heart Attack w 1974. Prawdopodobnie najbardziej znany jest z gitarowego solo w wykonaniu Briana Maya, (charakteryzującego się m.in. wykorzystaniem efektu echa), które od momentu nagrania utworu było stałym punktem koncertów zespołu. Zostało również umieszczone na liście „100 Greatest Guitar Solos” przez czytelników pisma Guitar World.
W 1983 Brian May powiedział, że charakterystyczne solo powstało wcześniej niż reszta utworu, i wzięło swój początek z utworu „Son and Daughter” z albumu Queen.
Słowa utworu opowiadają historię dwojga młodych kochanków, spotykających się w Brighton. Utwór pierwotnie miał być śpiewany w duecie, ale ostatecznie Freddie Mercury zaśpiewał zarówno męską, jak i żeńską partię.
Na koncertach utwór był wykonywany w różnych wariantach: jako odrębny utwór, w połączeniu z innymi utworami, lub jako rozbudowane solo gitarowe.

## Twórcy
- Freddie Mercury – śpiew, fortepian, efekty taśmowe
- Roger Taylor – perkusja, śpiew
- John Deacon – gitara basowa, kontrabas, gitara
- Brian May – gitara, śpiew, fortepian, ukulele, banjo, efekty taśmowe

## Certyfikaty i sprzedaż
| Kraj                     | Certyfikat      | Sprzedaż |
| ------------------------ | --------------- | -------- |
| Holandia (NVPI)          | złota płyta     | 30 000+  |
| Kanada (MC)              | platynowa płyta | 100 000+ |
| Polska (ZPAV)            | platynowa płyta | 20 000+  |
| Stany Zjednoczone (RIAA) | złota płyta     | 500 000+ |
| Szwecja (GLF)            | złota płyta     | 50 000+  |
| Wielka Brytania (BPI)    | platynowa płyta | 300 000+ |